# Apache ActiveMQ
ActiveMQ è un message-oriented middleware (detto anche broker di messaggistica) scritto in Java che dispone di un completo client Java Message Service (JMS).
Implementa diversi protocolli di message queue:
- OpenWire : nativo
- AMQP
- MQTT
- STOMP